# Budai pasa

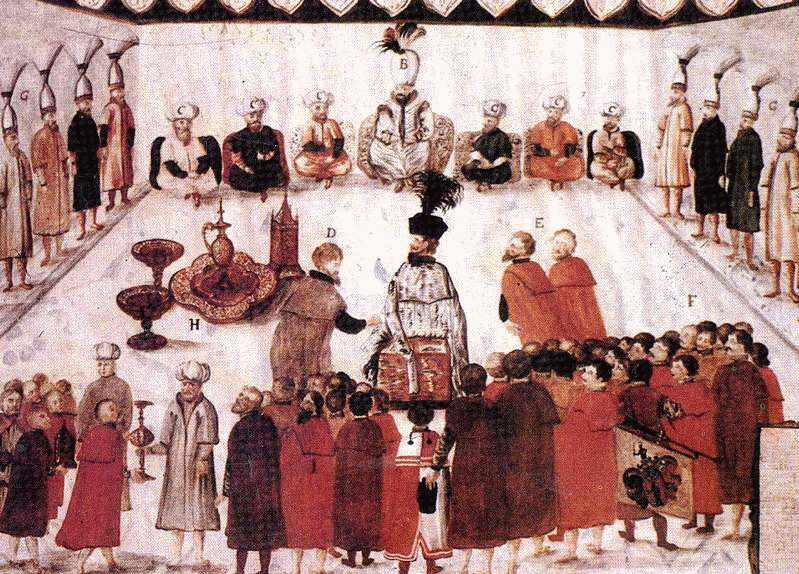
A budai pasa a szultánt fogadja

A budai bejlerbej, aki (a többi bejlerbejhez (beglerbéghez) hasonlóan) pasa rangot is viselt, a magyarországi török uralom alatt a budai vilajet kormányzója, katonai és polgári vezetője volt. A budai vilajet fontossága miatt gyakran kaptak vezír rangot is, és ezzel a ranggal az összes magyarországi és boszniai tartomány felett is hatalmat nyertek.

## Rangja, feladatai
A bejlerbejek tartományukban szinte ugyanolyan külső formák között és hatállyal rendelkeztek, mint a szultán Isztambulban. Európai táborozásban a nagyvezír után közvetlenül a budai pasa következett rangban. Mivel székhelyük királyi város volt, jogosultak voltak kocsira és csónakba szállni, fullajtárokat (szolak, pejk) futtatni, ahogy a bagdadi és kairói pasák, kik szintén nagy múltú uralkodócsaládok székhelyein kormányoztak.
Hatalmuk tudata erősen élt bennük, gyakran gőgösen viselkedtek (ami egyébként jellemző volt a török vezető réteg más tagjaira is). 1587-ben például Szinán pasa az előtte karddal megjelenő Jurkovit Ferenc császári követ kardját összetörette, mert „Budán is a hatalmas császáré a díván”, és ott tilos a követnek fegyverrel megjelennie.
Sokszor képviselték az oszmán államot is államközi tárgyalásokon. Kötelességeik közé tartozott, hogy figyelemmel kísérjék a Habsburg-országok, Lengyelország, az ekkor már hanyatló Velence és a török adófizetőnek tekintett Erdély Isztambulhoz fűződő viszonyát, és szükség esetén tárgyalásokat kezdeményezzenek. A tárgyalások tárgya lehetett adófizetés, határsértések, kereskedelmi sérelmek rendezése.
Belügyekben elsősorban katonák voltak, a magyarországi török erők főparancsnokai. Ez jelentette az összes várat, és az itt állomásozó helyőrséget is. A katonák előmenetele, kitüntetése, elmozdítása jutalmazása, büntetése kizárólag tőlük függött, a szandzsákbégeket is elmozdíthatták tisztjükből.
A hatalmuk a hivatali élet minden ágára kiterjedt. Beavatkozhattak bírósági ügyekbe, kioktathatták, megbüntethették a kádit; vallási szolgálattevők felett is (ha csak ideiglenesen is) rendelkezhettek.
Hívei és hivatalnokai között szolgálati birtokokat oszthatott szét, 6000 akcse éves jövedelemig közvetlenül (berátokkal) adományozhatta a birtokokat, azon felül csak szultáni illetve defterdári jóváhagyással. Ekkor a pasa egy ajánlást írt, ennek tezkere volt a neve.

## Egyes pasák
A Budai vilajet 1541–1686 közötti fennállása során 75 pasa állt az élén. Sokukat, a rátermettek közül is, 1–1,5 év után más pozícióba helyezték, és csak pár év szünet után kerültek vissza. Néhányan a jelentősebbek közül:
- Szulejmán (1541): Az első budai pasa, vezíri rangot viselt. Egyes források szerint magyar származású, korábban szolgált Bagdadban és Diarbekriben (ma: Diyarbakır).
- Kücsük Bali (1542): visszaverte Buda 1542-es ostromát.
- Hádim Ali (1552): Drégely és részben Szolnok elfoglalása fűződik a nevéhez, valamint Eger sikertelen ostroma.
- Güzeldzse Rüsztem (1559–1563):A szolnoki fahíd és négy fürdő (Budán, Esztergomban, Fehérvárott és Lippán) alapítása[1] fűződik a nevéhez. (Lásd: Rüsztem pasa fürdője)
- Szokollu Musztafa (1566–1578): A leghosszabb ideig hivatalban lévő pasa. Bosnyák származású, családjából 19 neves katona vagy államférfi származott, valamint a kor legjelesebb történetírója, Ibrahim Pecsevi. Számos épület és intézmény fűződött nevéhez Budán, életrajzot íratott magáról, mint a reneszánsz fejedelmek.
- Murád(1651-52): Nevéhez a mára már elpusztult Murád pasa dzsámi fűződik. Szinte az egyetlen szilárd vallási épület volt a budai Várban, amely az alapoktól, teljes egészében muzulmán pénzen és stílusban épült.[2]
- Szejdi Ahmed (1659–1661): cserkesz származású pasa, aki rabszolgasorból küzdötte fel magát. Nevéhez fűződik a Szejdi-dúlás és Várad elfoglalása.
- Izmail (1660–1664): Jelen volt Érsekújvár ostrománál, Kanizsa felmentésénél és Zrínyiújvár elfoglalásánál. A szentgotthárdi csatában a török lovasságot vezényelte, s a harcban életét vesztette.
- Abdurrahmán Abdi (1686): Az utolsó budai pasa, korábban a krétai Kandia ostrománál jeleskedett, kiváló katona volt.